# Abdij van Hertogendal

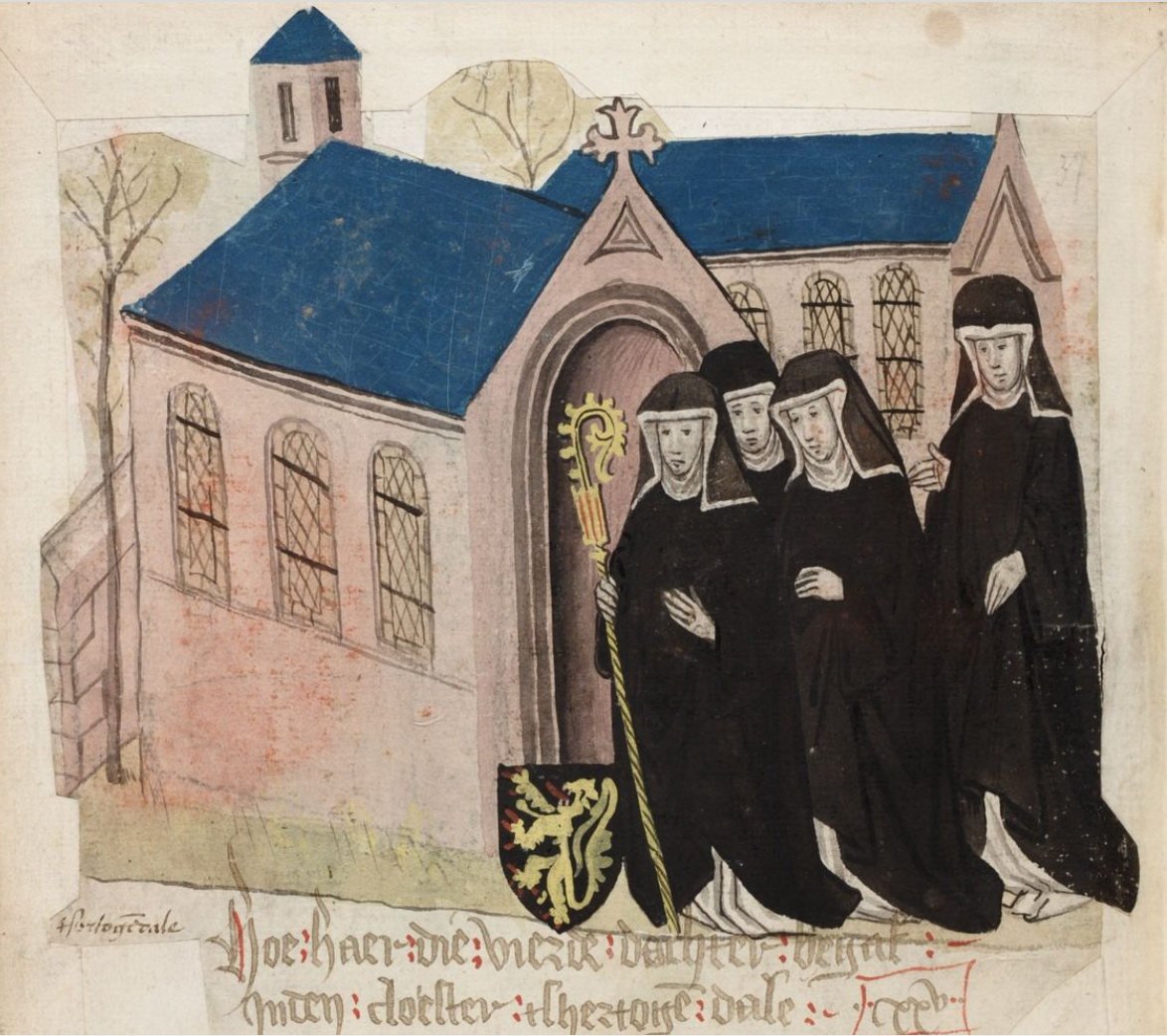
De abdij op een 15e-eeuwse miniatuur in de Brabantsche Yeesten, KBR, ms. IV 684

De Abdij van Hertogendal (Frans: Abbaye de Valduc) is een voormalige abdij te Hamme-Mille in Waals-Brabant. In de 19e eeuw is op de ruïnes van de voormalige abdij een landhuis gebouwd (het Kasteel van Valduc, niet te verwarren met het gelijknamige kasteel in Oudergem).
De aan de zuidrand van het Meerdaalbos in het hertogdom Brabant gelegen abdij bestond van 1231 tot 1797. De naam van de abdij is afgeleid van de hertogen van Brabant, beschermheren van de abdij.

## Periode 1231-1797

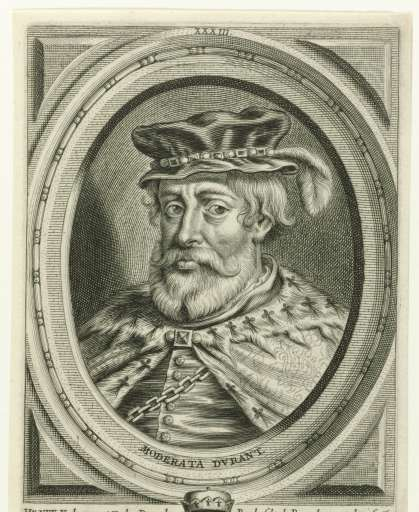
Hendrik II, hertog van Brabant, stichtte de abdij.

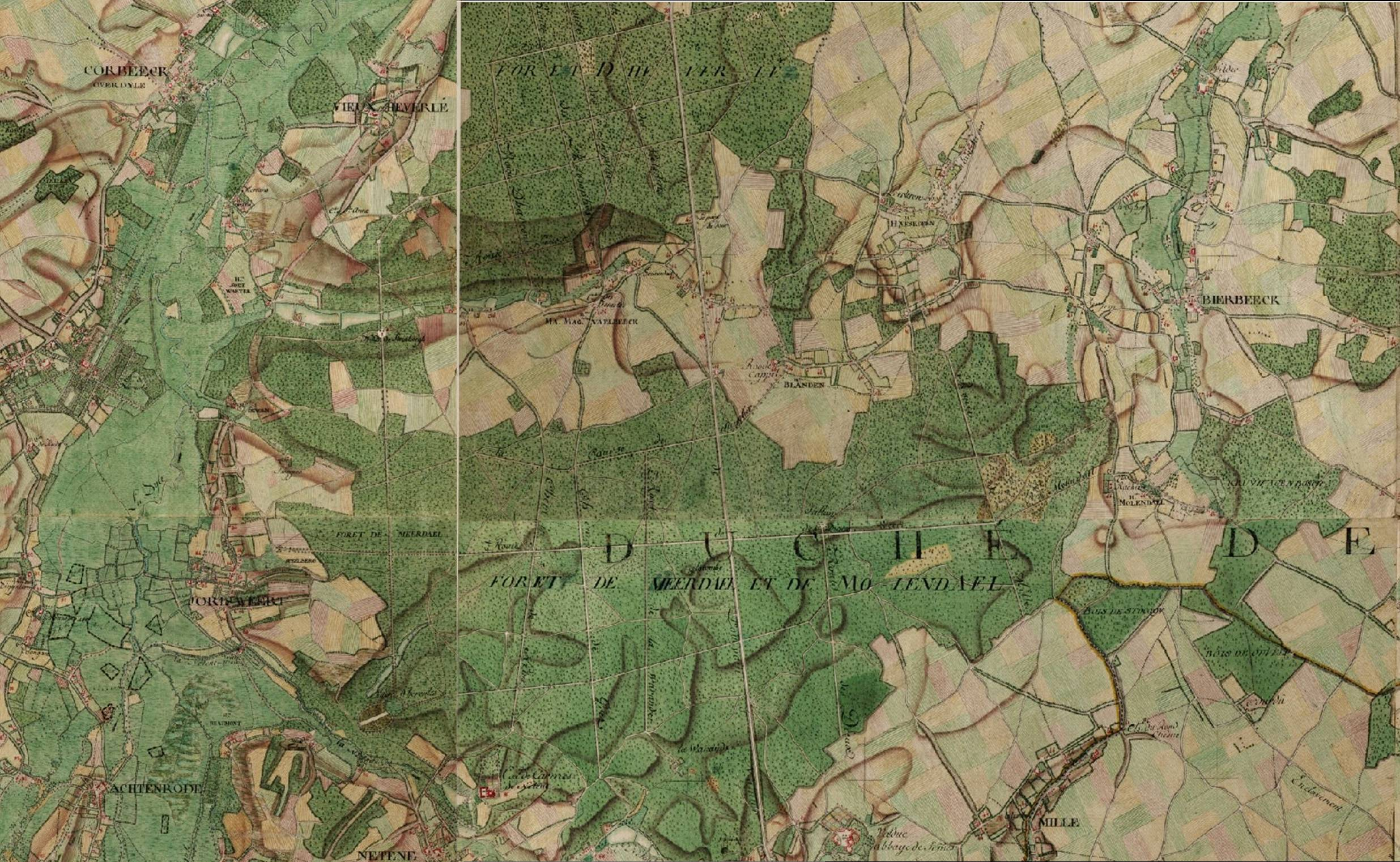
Ten zuiden van het Meerdaalwoud staat op de Ferrariskaart (1775) vermeld: Valduc, Abbaye des Soeurs.

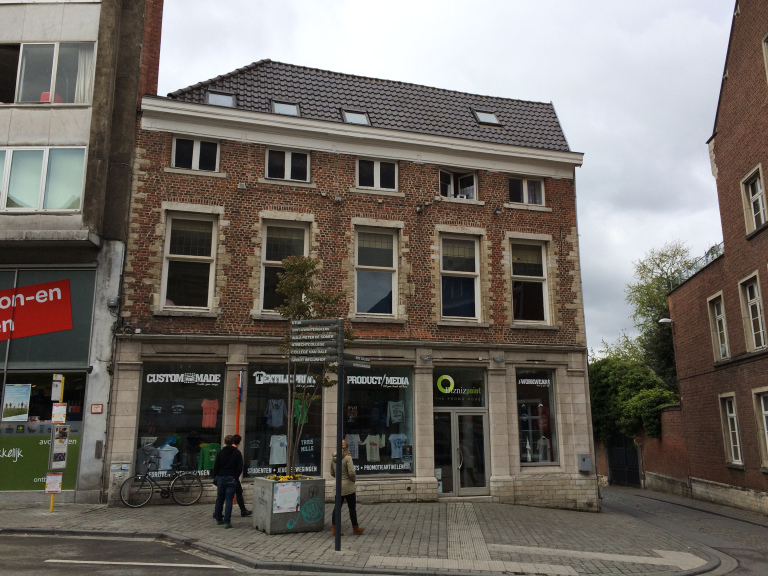
Refugiehuis in Leuven, Naamsestraat

### Abdij van Hertogendal
In 1231 stichtte hertog Hendrik II van Brabant in het dorpje Hamme een abdij voor vrouwelijke cisterciënzers. Hij koos voor een flank ten zuiden van het Meerdaalbos, op een terrein dat hij bezat. De noordrand met het Meerdaalbos diende als natuurlijke beschutting voor de lager gelegen abdij. In 1232 werd met de bouw begonnen. De rivier Nethen werd via een stuwmeertje omgeleid om de molen te doen draaien. De abdij bezat talrijke gronden, inclusief delen van het Meerdaalbos. De abdij startte met 16 kloosterzusters. Zij stond onder geestelijke begeleiding van de Abdij van Villers. De heuvel naast de vallei - de Bernardusheuvel - werd genoemd naar Bernardus van Clairvaux, een van de grote heiligen der Cisterciënzers. De tweede abdis van de abdij was Hendriks dochter Margaretha.
De abdis werd gekozen door de zusters, doch haar benoeming hing af van zowel de abt van Villers-la-Ville als van de hertog van Brabant. De abdij leefde van veeteelt en bosbouw. Om tijdens de wintermaanden inkomsten te verwerven, bewerkten de zusters ook linnen, kledij en borduurwerk. Op het hoogtepunt in de 16e eeuw verbleven er 100 kloosterzusters in Hertogendal. De abdij bezat een visvijver, een wasserij, een bakkerij, een leerlooierij en verschillende ateliers.
De abdij onderhield goede relaties met het Bourgondische en Habsburgse hof. Zo verbleven in de abdij Margaretha van York (1481), het echtpaar Filips de Schone en Johanna van Castilië (1504), Margaretha van Oostenrijk (1508) en keizer Karel V. Deze laatste kwam in 1508 en in 1525 op bezoek. Karel V ging uitgebreid op jacht in het Meerdaalwoud en at 's avonds bij de zusters. 
In 1667 brak er brand uit in de kloosterkerk en de abdij. Dit was niet de enige keer in de 17e eeuw. In de 17e eeuw liep de abdij enkele malen schade op door oorlogsgeweld in de Spaanse Nederlanden. In 1680 werd de schandpaal van het dorp Hamme opgetrokken in de Abdij van Hertogendal. Het was in de periode van de 17e-18e eeuw dat de zusters regelmatig door het bos naar Leuven trokken, naar hun refugiehuis. In 1707 werd het dorp Hamme verwoest.
In 1750, ten tijde van keizerin Maria-Theresia, werd door het Meerdaalbos een steenweg getrokken tussen Leuven en Namen. Het klooster werd gemakkelijker bereikbaar. Nadien namen de discussies toe met de hertogen van Arenberg in hun kasteel in Heverlee. Dezen betwistten het recht van de zusters het bos te betreden en hun vee te weiden op de zogenaamde Vrijplaatsen. De hertogen verloren evenwel alle processen tegen de zusters.

### Refugiehuis van de Abdij van Hertogendal in Leuven (1414-1797)
In Leuven stond het refugiehuis van de cisterciënzerinnen van Hertogendal. Het was gelegen in de Naamsestraat, tegenover de Sint-Michielskerk. Het stond op de hoek met de Sint-Antoniusberg. Dit refugiehuis werd verschillende malen uitgebreid en herbouwd. Het huis behoort vandaag tot het onroerend erfgoed van Leuven.

## Bestemmingen na 1797
In 1797 schafte het Franse bestuur van het Dijledepartement de Abdij van Hertogendal af. De bossen werden openbaar verkocht en in 1800 volgde de openbare verkoop van de abdij. De koper was Barthélemy Wery uit Brussel. Hij liet de kerk en de abdij met de grond gelijk maken. Het enige dat overbleef waren enkele stallingen en de hoeve. Nadien verkocht de overheid, ten tijde van het Verenigd Koninkrijk der Nederlanden, de resterende bossen in de jaren 1815-1820 aan hertog Prosper Lodewijk van Arenberg. Met deze koop beëindigde de hertog de jarenlange bosdiscussie met de zusters. Hij werd nu zelf eigenaar. De ruïnes veranderen nog een paar keer van eigenaar, het waren allen notabelen uit Leuven.

### Kasteel van Valduc (na 1876)

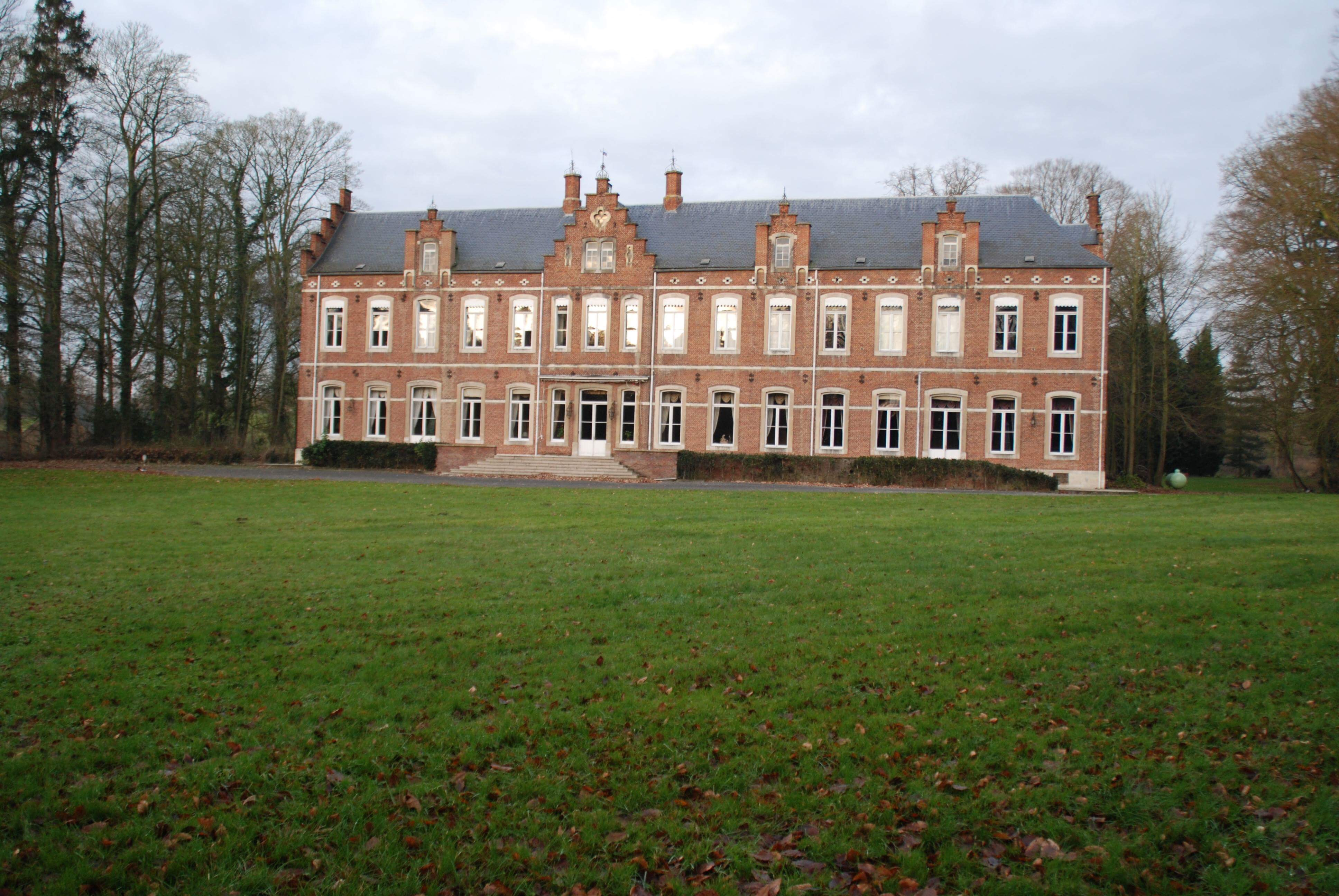
Kasteel van Valduc te Hamme-Mille (19e eeuw)

Professor Pierre Craninx uit Leuven liet een kasteel bouwen op de ruïnes van de cisterciënzerabdij. De architect van deze manoir was Gerard van der Linden. Na hem woonde nog op het kasteel, onder anderen, professor Albert-Edouard Janssen, Belgisch minister. Het kasteel is vandaag nog steeds in privé-handen en is niet te bezichtigen.